# Eurythmidia ignidorsella
Eurythmidia ignidorsella är en fjärilsart som beskrevs av Émile Louis Ragonot 1887. Eurythmidia ignidorsella ingår i släktet Eurythmidia och familjen mott. Inga underarter finns listade i Catalogue of Life.